# Аліпій (Хотовицький)
Архієпископ Аліпій (в миру Антоній Антонович Хотовицький; 2 квітня 1900 — 30 травня 1977) — єпископ Українського екзархату Московської патріархії, архієпископ  Вінницький і Брацлавський (1964—1975).

## Біографія
Народився 2 квітня 1900 року в селі Доросині Волинської губернії, в родині священика.
Закінчив Милецьке в м. Мацеїв духовне училище, Житомирську духовну семінарію та Житомирське пастирське училище.
Після окупації УНР, у Польщі. 1922 висвячений у сан диякона і священика єпископом Волинським Аверкієм (Кедровим) і служив на парафіях  Житомирської єпархії.
З 1937 року перебував на цивільній службі.
З 1941 року — благочинний Житомирського округу.
З 1947 року — настоятель Миколаївського собору в Бердичеві і благочинний округу.
З 1955 року — настоятель Михайлівської церкви в Житомирі, потім єпархіальний ревізор і секретар архієпископа Житомирського.
10 червня 1958 пострижений в чернецтво, а 11 червня того ж року возведений у сан архімандрита.
15 червня 1958 хіротонізований на єпископа Полтавського і Кременчуцького РПЦ.
З 23 листопада 1960 р. по 16 березня 1961 р. тимчасово керував  Харківською єпархією.
З 19 липня по 14 листопада 1961 р. тимчасово керував  Сімферопольською єпархією.
З 14 серпня 1961 року — єпископ Дніпропетровський.
З 14 листопада 1961 року — єпископ Полтавський і Кременчуцький.
З 30 березня 1964 року — єпископ Вінницький і Брацлавський.
24 квітня 1966 возведений в сан архієпископа і призначений тимчасово керуючим  Київською єпархією.
14 травня звільнений від тимчасового управління Київською єпархією.
11 листопада 1975 звільнений на спокій через хворобу з призначенням архієрейської пенсії. Місцем проживання визначено Одеський Успенський чоловічий монастир.
У 1976 році здоров'я владики Аліпія погіршилося, він осліп і був прикутий до ліжка.
Помер 30 травня 1977 року. Відспівування 1 червня звершив митрополит Одеський і Херсонський Сергій.
Похований на монастирському кладовищі Одеського Успенського монастиря.